# Fernando Ceballos Sáez
Fernando Ceballos Sáez (Torrelavega, Cantabria, España, 9 de noviembre de 1909-Soto de la Marina, Cantabria, España, 23 de septiembre de 1991) fue un futbolista español que jugaba como defensa.

## Clubes
| Club                            | País   | Año       |
| ------------------------------- | ------ | --------- |
| R. S. Gimnástica de Torrelavega | España | 1929-1930 |
| Real Racing Club de Santander   | España | 1930-1942 |
| Real Gijón                      | España | 1942-1946 |
| Real Racing Club de Santander   | España | 1946-1947 |